# Casa Marco (Boí)
|  | «Casa Marco (la Vall de Boí)» redirigeix aquí. Vegeu-ne altres significats a «Casa Marco (Durro)». |

La Casa Marco és una obra de Boí a la Vall de Boí (Alta Ribagorça) inclosa a l'Inventari del Patrimoni Arquitectònic de Catalunya.

## Descripció
Casa pagesa formada per habitatge i paller, disposats en angle. L'habitatge original ocupa l'ala orientada en direcció Nord-Sud i el paller l'ala orientada Est-Oest.
El cos destinat originalment a habitatge és de planta rectangular amb baixos, un pis i golfes sota teulada a dos vessants. Cal destacar la importància de la seva silueta vista des del portal de la muralla i la finestra decorada amb un relleu d'inspiració gòtica que hi ha a la façana Oest.
L'edifici del paller ha estat transformat per convertir-lo en residència, mantenint el seu gàlib i la maçoneria de les façanes. La coberta de pissarra és nova.